# Jaime Castrillón
Jaime Alberto Castrillón Vásquez (Puerto Nare, 5 aprile 1983) è un ex calciatore colombiano, di ruolo centrocampista.

## Palmarès

### Club

#### Competizioni nazionali
- Campionato colombiano: 3

Independiente Medellín: 2002-II, 2004-I, 2009-II